# Stratospongilla sumatrana
Stratospongilla sumatrana är en svampdjursart som först beskrevs av Weber 1890.  Stratospongilla sumatrana ingår i släktet Stratospongilla och familjen Spongillidae. Inga underarter finns listade i Catalogue of Life.